# Battlefield: Bad Company 2
Battlefield: Bad Company 2 és un videojoc d'acció en primera persona desenvolupat Digital Illusions CE i publicat per Electronic Arts per a sistemes Microsoft Windows, PlayStation 3, Xbox 360, iOS, Android i Kindle Fire. És una seqüela directa de Battlefield: Bad Company i forma part de la sèrie de jocs Battlefield. Va ser llançat a tot el món el març de 2010. El port d'iOS es va llançar a l'App Store el 16 de desembre de 2010. Les versions d'Android i Kindle Fire es van publicar el juny de 2012.

## Història
S'hi retroben els personatges del primer Bad Company: en Preston Marlowe, el protagonista i el personatge que el jugador encarna, Haggard, el texà, els experts en demolició, Terrence Sweetwater, expert tecnològic i el sergent Samuel D. Redford. Tots són membres de la Companyia B, anomenada "Bad Company", on tots els que l'exèrcit rebutja són enviats.
El pilot d'helicòpter Flynn, pacifista hippy i fumador empedreït, porta els quatre personatges principals en diferents parts d'Amèrica del Sud.
El joc porta en més de 5 ambients: la neu, la ciutat, la selva...